# Giai đoạn giữa hai cuộc chiến tranh

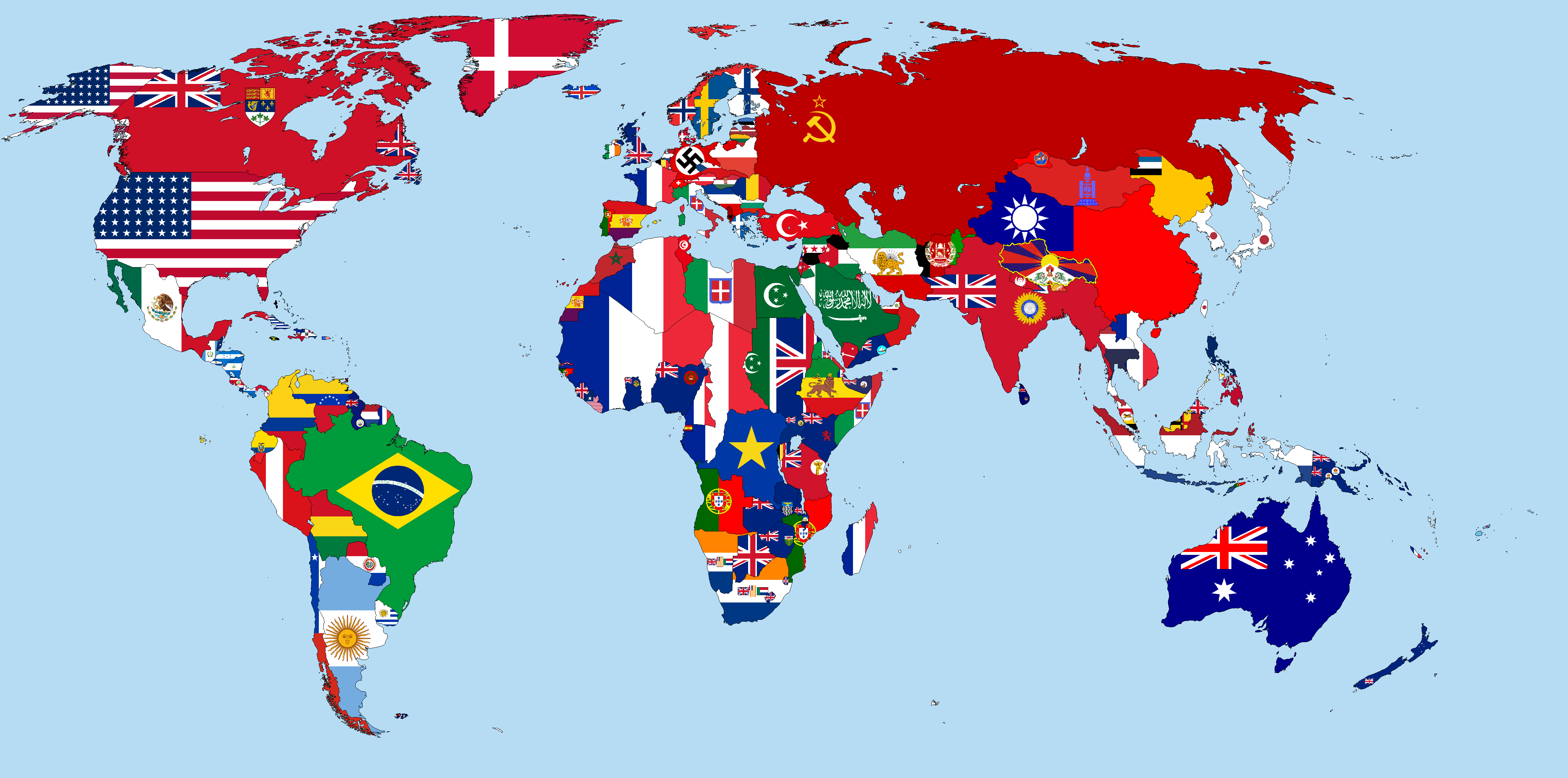
Bản đồ thế giới năm 1935 theo quốc kỳ.

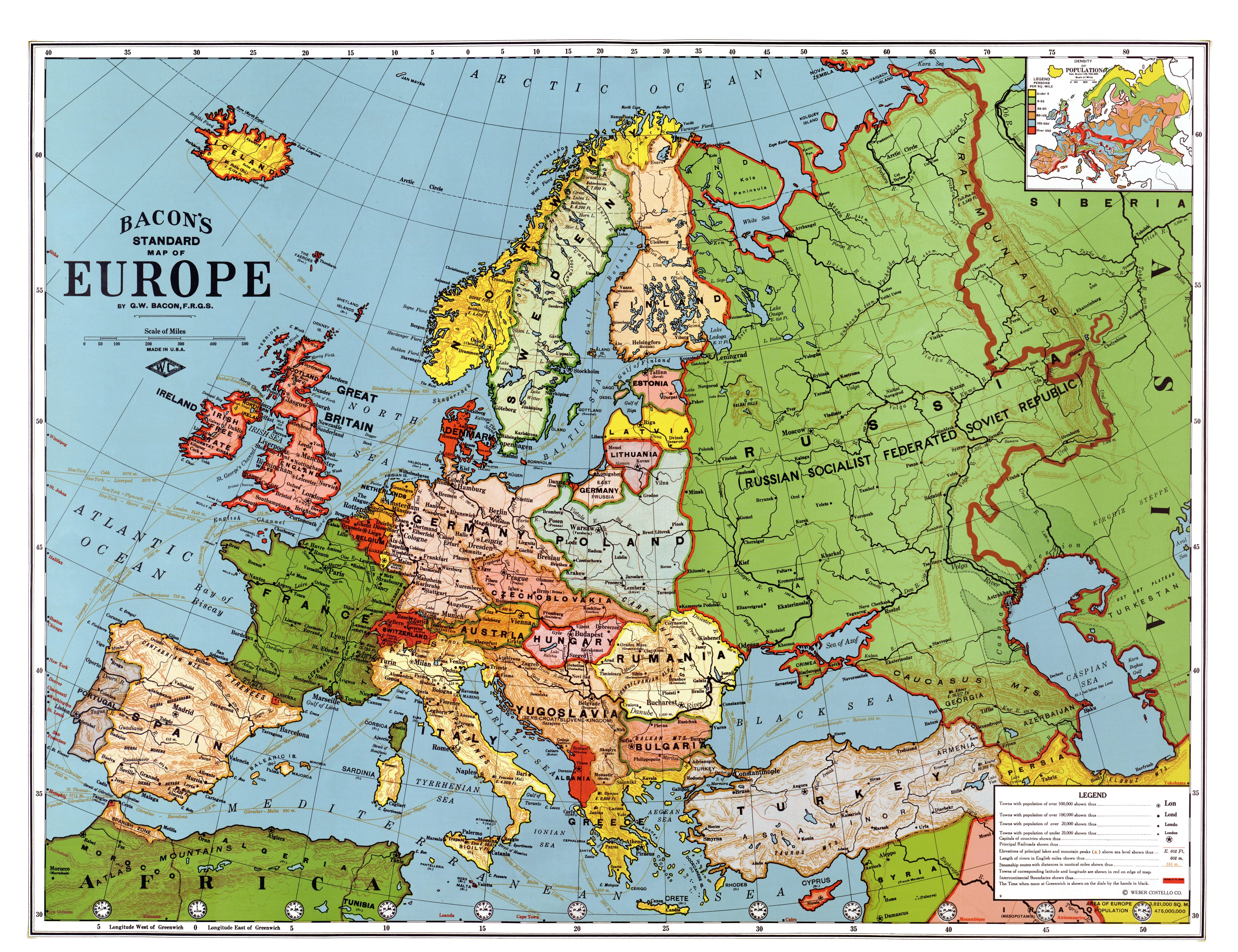
Châu Âu năm 1923.

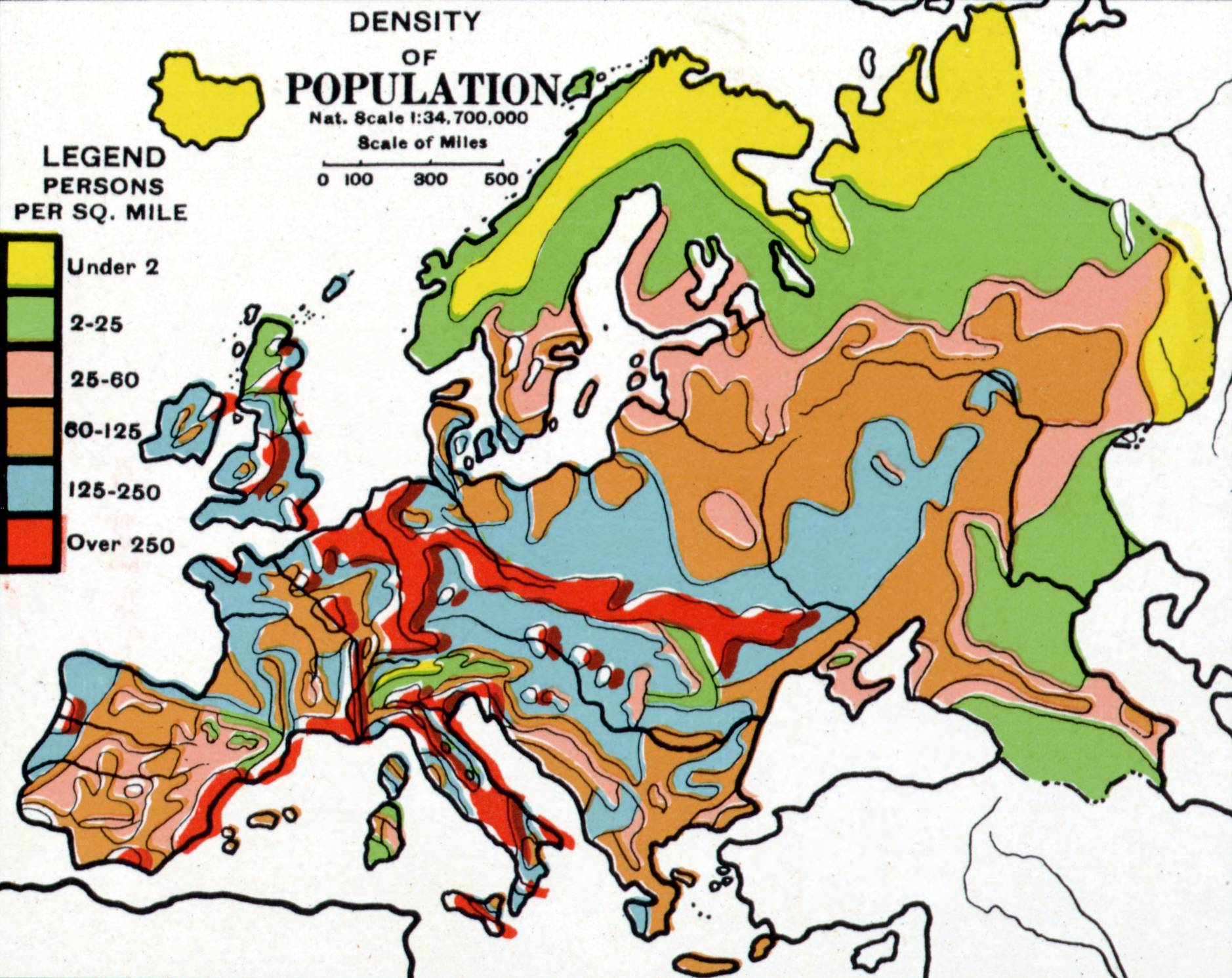
Mật độ dân số châu Âu, 1923.

Giai đoạn giữa hai cuộc chiến tranh (tiếng Anh: interwar period hay tiếng Latin: interbellum (inter-, "giữa" + bellum, "chiến tranh") là thuật ngữ thường dùng để nói đến giai đoạn từ khi kết thúc thế chiến thứ nhất cho đến trước khi bắt đầu thế chiến thứ hai - từ năm 1918 cho đến cuối năm 1939.

## Khái quát giai đoạn này
Thời kỳ lịch sử này khởi đầu bằng sự rối loạn khi châu Âu phải vật lộn để hồi phục từ những tổn thất sau thế chiến thứ nhất. Sau đó, những năm 1920 là một giai đoạn vô cùng thịnh vượng nhưng rồi cuộc Đại khủng hoảng ập đến năm 1929. Đáng chú ý là cộng hòa Weimar của Đức vấp phải hai đợt bất ổn chính trị và kinh tế, đỉnh điểm với siêu lạm phát tại Đức năm 1923 và sự thất bại của đảo chính Nhà hàng bia diễn ra cùng năm. Các biến động này đã dẫn đến sự lớn mạnh của chủ nghĩa quốc xã. Tại châu Á, Nhật Bản đã trở thành một cường quốc cứng rắn hơn bao giờ hết, đặc biệt là trong mối quan hệ với Trung Quốc.